# Una stupida scusa
Una stupida scusa è un singolo del gruppo musicale italiano Boomdabash e della cantautrice italiana Loredana Bertè, pubblicato il 16 maggio 2025.

## Descrizione
Il brano, scritto da Jacopo Angelo Èttorre, in arte Jacopo Èt, è prodotto da Takagi & Ketra e ha segnato la seconda collaborazione dopo sette anni tra il gruppo e Loredana Bertè nel singolo Non ti dico no.

## Video musicale
Il video musicale, diretto da Fabrizio Conte, è stato pubblicato il 29 maggio 2025 attraverso il canale YouTube del gruppo musicale.

## Tracce
Testi di Jacopo Angelo Èttorre, musiche di Angelo Rogoli, Alessandro Merli, Alfredo Rapetti, Fabio Clemente, Federica Abbate, Paolo Pagano, Pierfrancesco Pasini e Vincenzo Luca Faraone.
1. Una stupida scusa – 2:47

## Classifiche
| Classifica (2025) | Posizione massima |
| ----------------- | ----------------- |
| Italia            | 73                |